# Ecopaganismo
El ecopaganismo y la ecomagia son corrientes de pensamiento enmarcadas dentro de los grupos medioambientales de acción directa como puede ser el Frente de Liberación de la Tierra o Earth First!, que hacen un fuerte énfasis en los seres feéricos o también llamados gente pequeña y la creencia en la posibilidad de la interacción de estos (hadas, gnomos, elfos, duendes y otros espíritus de la naturaleza y mundos paralelos)
Estas corrientes neopaganas ven a la naturaleza como algo sagrado, la cual debe de ser protegida mediante el activismo y bajo el amparo de grupos ecologistas revolucionarios que llevan a cabo una defensa radical del medio natural comprometiéndose en causas como la liberación animal, la protección de los bosques, la permacultura, etc.
Estos grupos emplean frecuentemente la mitología de las hadas y seres similares ya que según ellos simbolizan la defensa de la naturaleza frente a los poderes tiránicos del capitalismo. Creyendo algunos de sus integrantes en la existencia de estas criaturas.